# Uromyces quaggafonteinus
Uromyces quaggafonteinus är en svampart som beskrevs av Mennicken & Oberw. 2004. Uromyces quaggafonteinus ingår i släktet Uromyces och familjen Pucciniaceae.   Inga underarter finns listade i Catalogue of Life.